# Plosca (okręg Dolj)
Plosca – wieś w Rumunii, w okręgu Dolj, w gminie Bistreț. W 2011 roku liczyła 831 mieszkańców.